# 木村拓哉
木村拓哉（日语：／ Kimura Takuya，1972年11月13日—）是日本歌手、演員、配音員，已解散的日本偶像團體SMAP的前成員，經紀公司為星達拓娛樂。2000年時與歌手工藤靜香結婚，並分別於2001年和2003年生下木村心美與木村光希兩個女兒。
木村拓哉主演的連續劇如《長假》、《戀愛世代》、《美麗人生》及《HERO》等作品受到觀眾喜愛，歷年來是月九劇收視的保證。

## 簡歷
1987年11月，加入傑尼斯事務所。1991年9月9日，連同中居正廣、稲垣吾郎、森且行、草彅剛、香取慎吾組成男子偶像團體SMAP，並以單曲《Can't Stop!! -LOVING-》正式出道。
1994年因演出電影《足球風雲》而獲得石原裕次郎新人獎。隨後，數度出演電視劇、電影。在富士電視台主打電視劇時段“月九”獲得10次主演資格，成為該時段最多主演次數記錄（截止2017年）。
2000年，與工藤靜香結婚。
2008年，連續15年獲得《anan》“最喜歡的男性排行榜”冠軍。
2016年12月31日，SMAP解散後，成為獨立活動的藝人。
2019年9月29日，在自己主持的广播节目《木村拓哉 Flow supported by GYAO!》中宣布开始作为个人歌手进行活动。2020年1月8日，专辑《Go with the Flow》将在SMAP时代所属唱片公司胜利娱乐发行。

## 獲獎紀錄
- 第11－15屆日本Best Jeans（日语：ベストジーニスト）獎得主（1994年－1998年），名人堂入選。[15]
- 石原裕次郎獎
  - 第7屆新人獎：《足球風雲》（1994年）[16]
  - 第20屆最佳男主角：《武士的一分》（2007年）[16]
- 黃金飛翔獎（日语：エランドール賞）·新人獎（1995年）[17]
- 第16屆東京體育電影大獎（日语：東京スポーツ映画大賞）最佳男主角：《武士的一分》（2006年）[18]
- 第32屆銀河賞個人獎：《青春無悔》（1994年）[19]
- 日劇學院賞最佳男主角
  - 第9屆：《悠長假期》（1996年）
  - 第15屆：《戀愛世紀》（1997年）
  - 第19屆：《沉睡的森林》（1998年）
  - 第24屆：《美麗人生》（2000年）
  - 第28屆：《HERO》（2001年）
  - 第33屆：《從天而降億萬顆星星》（2002年）
  - 第52屆：《華麗一族》（2007年）
  - 第57屆：《CHANGE》（2008年）
  - 第75屆：《PRICELESS～無價人生～》（2012年）
  - 第82屆：《HERO 第二季》（2014年）[20]
  - 第103屆：《Grand Maison東京》（2019年）
- TV LIFE年度日劇大賞最佳男主角[21]
  - 第6屆：《悠長假期》（1996年）
  - 第7屆：《快遞高手（日语：ギフト (テレビドラマ)）》、《戀愛世紀》（1997年）
  - 第10屆：《美麗人生》（2000年）
  - 第11屆：《HERO》（2001年）
- 日刊體育日劇大賞最佳男主角[22]
  - 第1屆：《戀愛世紀》（1998年）
  - 第3屆：《美麗人生》（1999年）
  - 第4屆：《HERO》（2001年）
  - 第6屆：《夢想飛行》（2003年）
  - 第17屆秋：《安堂機器人》（2013年）[23]
  - 第18屆夏：《HERO 第二季》（2014年）[24]
- TVnavi日劇年度大賞最佳男主角[25]
  - 第4屆：《華麗一族》（2007年）
  - 第9屆：《PRICELESS～無價人生～》（2012年）
  - 第10屆：《安堂機器人》（2013年）
- 第26屆廣播文化基金獎（日语：放送文化基金賞）男演員演技獎：《美麗人生》（2000年）[26]
- 日本放送映画藝術大賞優秀男主角獎
  - 第61屆：《武士的一分》（2007年）
  - 第66屆：《南極大陸》（2011年）
- 首爾戲劇獎最佳男主角：《華麗一族》（2007年）
- 第52屆全日本CM放送聯盟CM節演員獎：豐田汽車（2012年）[27]
- 日本電影影評人大獎最佳男主角：《無限之住人》（2017年）
- 報知電影獎最佳男主角：《假面飯店：假面之夜》（2021年）

## 演出作品
以下僅列出木村拓哉以個人身份演出的作品，粗體字表示為主演。

### 電視劇
| 年份   | 劇名                           | 角色                 | 電視台     | 備注／獲獎                                      |
| 1988年 | 危险少年3                      | 木村拓哉             | 東京電視台 |                                                 |
| 1992年 | 是誰偷走我的心                 | 片瀨雅人             | 富士電視台 |                                                 |
| 1993年 | 愛情白皮書                     | 取手治               | 富士電視台 |                                                 |
| 1994年 | 青春無悔                       | 上田武志             | 富士電視台 |                                                 |
| 1995年 | 人往高處爬                     | 大上一馬             | TBS電視台  |                                                 |
| 1996年 | 古畑任三郎（紅線、藍線）       | 林功夫               |            | 客串                                            |
| 1996年 | 古畑任三郎（消失的古畑任三郎） | 林功夫               |            | 客串                                            |
| 1996年 | 悠長假期                       | 瀨名秀俊             | 富士電視台 | 首次主演的作品 首次主演富士電視台月九           |
| 1996年 | 協奏曲                         | 貴倉翔               | TBS電視台  |                                                 |
| 1997年 | 理想與友情                     | 黒澤力               |            |                                                 |
| 1997年 | 一個好人                       | 早阪由紀夫           |            | 特別出演                                        |
| 1997年 | 快遞高手                       | 早坂由紀夫           | 富士電視台 |                                                 |
| 1997年 | 戀愛世紀                       | 片桐哲平             | 富士電視台 | 第2度主演富士電視台月九                         |
| 1998年 | 織田信長 奪取天下的傻子        | 織田信長             |            | 單元劇                                          |
| 1998年 | 沉睡森林                       | 伊藤直季             | 富士電視台 |                                                 |
| 1999年 | 世界奇妙物語99春SP-狗仔隊      | 喜美男               |            |                                                 |
| 1999年 | 古畑任三郎 VS. SMAP            | 木村拓哉             |            |                                                 |
| 1999年 | 今夜營業中                     | 村木拓哉、木村拓哉   | 日本電視台 |                                                 |
| 2000年 | 傳說中的教師                   | 水谷庸司             |            | 友情出演                                        |
| 2000年 | 美麗人生                       | 沖島柊二             | TBS電視台  | 首次主演周日劇場                                |
| 2000年 | 冠軍大胃王                     | 九官鳥九太郎（配音） | 日本電視台 |                                                 |
| 2001年 | 律政英雄                       | 久利生公平           | 富士電視台 | 第3度主演富士電視台月九                         |
| 2001年 | 忠臣蔵 1/47                    | 堀部武庸             |            | 單元劇                                          |
| 2002年 | 從天而降億萬顆星星             | 片瀨涼               | 富士電視台 | 第4度主演富士電視台月九                         |
| 2003年 | 夢想飛行Good Luck              | 新海元               | TBS電視台  | 第2度主演周日劇場                               |
| 2004年 | 冰之驕子Pride                  | 里中春               | 富士電視台 | 第5度主演富士電視台月九                         |
| 2005年 | 飆風引擎                       | 神崎次郎             | 富士電視台 | 第6度主演富士電視台月九                         |
| 2006年 | 西遊記                         | 幻翼大王             |            | 客串                                            |
| 2006年 | 律政英雄之小鎮風雲             | 久利生公平           | 富士電視台 | 單元劇                                          |
| 2007年 | 華麗一族                       | 萬俵鐵平             | TBS電視台  | 第3度主演周日劇場 TBS電視台55週年台慶紀念電視劇 |
| 2008年 | CHANGE                         | 朝倉啟太             | 富士電視台 | 第7度主演富士電視台月九                         |
| 2009年 | MR.BRAIN                       | 九十九龍介           | TBS電視台  | 第4度主演TBS電視台電視劇                        |
| 2009年 | 烏龍派出所                     | 拓仔                 |            | 特別出演                                        |
| 2010年 | 月之戀人                       | 葉月蓮介             | 富士電視台 | 第8度主演富士電視台月九                         |
| 2010年 | SMAP毒蕃茄殺人事件特別篇       | 木村拓哉             |            |                                                 |
| 2011年 | 南極大陸                       | 倉持岳志             | TBS電視台  | 第5度主演周日劇場                               |
| 2012年 | Priceless無價人生              | 金田一二三男         | 富士電視台 | 第9度主演富士電視台月九                         |
| 2013年 | 安堂機器人                     | 安堂萊特／沫嶋黎士   | TBS電視台  | 一人分飾二角 第6度主演周日劇場                  |
| 2014年 | 宮本武藏                       | 宮本武藏             | 朝日電視台 | 單元劇 朝日電視台開業55週年紀念特別電視劇       |
| 2014年 | 極惡頑暴                       | 久利生公平           | 富士電視台 | 特別客串（完結篇）                              |
| 2014年 | 律政英雄2                      | 久利生公平           | 富士電視台 | 第10度主演富士電視台月九                        |
| 2015年 | 家的記憶                       | 家路久               | 朝日電視台 | 首度主演朝日電視台連續劇                        |
| 2017年 | A LIFE〜深愛的人〜             | 沖田一光             | TBS電視台  | 第7度主演周日劇場                               |
| 2018年 | BG〜身邊警護人〜               | 島崎章               | 朝日電視台 | 第2度主演朝日電視台連續劇                       |
| 2019年 | Grand Maison東京               | 尾花夏樹             | TBS電視台  | 第8度主演周日劇場                               |
| 2020年 | 教場                           | 風間公親             | 富士電視台 | 單元劇 富士電視台開業60週年特別企劃             |
| 2020年 | BG〜身邊警護人〜第2輯          | 島崎章               | 朝日電視台 | 第3度主演朝日電視台連續劇                       |
| 2021年 | 教場2                          | 風間公親             | 富士電視台 | 單元劇                                          |
| 2022年 | 邁向未來的倒數10秒             | 桐澤祥吾             | 朝日電視台 | 第4度主演朝日電視台連續劇                       |
| 2023年 | 風間公親－教場0－              | 風間公親             | 富士電視台 | 第11度主演富士電視台月九                        |
| 2023年 | 群                             | 三船愛斗             | 德國       | 德國                                            |
| 2024年 | Believe－為你架起的橋樑－        | 狩山陸               | 朝日電視台 | 第5度主演朝日電視台連續劇                       |

### 電影
- 足球風雲（1994年3月12日公映，松竹）－飾：久保嘉晴
- 愛與夢飛行（日语：君を忘れない）（1995年9月23日公映，日本先驅電影）－飾：上田淳一郎
- 2046（2004年10月23日公映，日本迪士尼影業）－飾：Taku
- 武士的一分（2006年12月1日公映，松竹）－飾：三村新之丞
- HERO（2007年9月8日公映，東寶）－飾：久利生公平
- 幻雨追緝（2009年6月6日公映，嘎嘎電影（日语：ギャガ））－飾：石濤
- 宇宙戰艦大和號（2010年12月1日公映，東寶）－飾：古代進（日语：古代進）[28]
- HERO2（2015年7月18日公映，東寶）－飾：久利生公平
- 無限之住人（2017年4月29日公映，華納兄弟）－飾：万次[29][30]
- 检察方的罪人（2018年8月24日公映，東寶）－飾：最上毅
- 假面飯店（2019年1月18日公映，東寶）－飾：新田浩介
- 假面飯店2：假面之夜（2021年9月17日公映，東寶）－飾：新田浩介
- THE LEGEND & BUTTERFLY（2023年1月27日公映，東映）－飾：織田信長

### 舞台劇
- 導盲犬（盲導犬）（1989年，日生劇場）
- 勇者鬥惡龍（ドラゴンクエスト）（1992年，京都南座）
- 花影之花～大石內蔵助之妻（花影の花〜大石内蔵助の妻）（1992年，日生劇場）
- ANOTHER～沉默之島篇·少年之島篇（ ）（1993年，天王洲Art Sphere、京都南座）
- 時尚男士～Modern Boys～（洒落男たち〜モダンボーイズ〜）（1994年）

### 配音
- 花樣男子 CD書－配：花澤類
  - 花樣男子（1993年7月）
  - 花樣男子2（1993年12月）
  - 花樣男子3（1994年7月）
- 霍爾的移動城堡（2004年11月20日公映）－配：霍爾
- 伴雨行（2009年6月6日公映）－師濤（日語配音）[註 2]
- 超時空甩尾（2010年10月9日公映）－配：JP[31]
- 海螺小姐（2014年7月27日，FNS 27小時電視（日语：FNS27時間テレビ (2014年)））－配：拓哉
- 蠟筆小新（2015年5月29日、6月5日，朝日電視台）－配：野原家家族[32]
- 哆啦A夢：大雄的新恐龍（2020年）－配：吉爾
- 你想活出怎樣的人生（2023年）－配：勝一[33]

### 綜藝節目
- COMING OUT!（カミングOUT!）（1994年10月29日－1995年3月25日，TBS電視台）
- 伊藤公式（イトイ式）（1995年4月29日－9月30日，日本電視台）－助理主持
- 少年頭腦Catholic（日语：少年頭脳カトリ）（1999年7月31日－1999年9月4日，富士電視台）－助理主持
- TV's HIGH（日语：TV's HIGH）（2000年10月13日－2001年3月23日，富士電視台）
- SmaSTATION!!（日语：SmaSTATION!!）（2001年10月13日－2017年9月23日，朝日電視台）－助理主持
- SANTAKU（日语：さんタク）(2003年1月3日－迄今，富士電視台）

### 單獨節目
- 24小時電視28 「愛心救地球」～直播～（2005年8月27日－8月28日，日本电视台）

### 特別節目
- 野口勇雕刻地球的男人（1996年2月12日，札幌電視台）－導讀
- 星期五Mega TV（日语：金曜メガTV） 愛與勇氣的檔案 兒童醫院24小時（1996年10月12日，富士電視台）
- 今夜營業中（日语：今夜は営業中!）（1999年9月18日，日本電視台）－主持及表演
- NHK特集足球地球的熱情 第1集 齊達內之路（2002年5月3日，NHK綜合頻道）－解說

### 廣播節目
- 早安SMAP（日语：おはようSMAP）（1994年10月1日－2016年12月30日，TOKYO FM）
- 木村拓哉的What's Up SMAP（日语：木村拓哉のWhat's UP SMAP!）（1995年1月－迄今，TOKYO FM）

### 電玩遊戲
- 審判之眼：死神的遺言（2018年12月13日，SEGA，PlayStation 4，PlayStation 5，Microsoft Windows）主角：八神隆之[34]
- 審判之逝：湮滅的記憶（2021年9月24日，SEGA，PlayStation 4，PlayStation 5, Xbox One, Xbox Series X/S ，Microsoft Windows）主角：八神隆之

### 音樂錄影帶
- ALEXANDROS -「アルペジオ」(PlayStation®4 用ソフト「JUDGE EYES:死神の遺言」主題歌) (客串）

### 廣告
- 大塚製藥“奧樂蜜C功能飲料（日语：オロナミンCドリンク）”（1993年－1997年）
- 豐田汽車“卡羅拉”（1994年－2017年）
- 任天堂（1994年－1995年）
- 樂天（1995年－1997年）
- HAWKINS AIR CUSHION（日语：ABCマート）（1996年）
- Acecook（日语：エースコック）（1996年）
- 佳麗寶（1996年）
- JCB（1997年－）
- NTT東日本（1997年－）
- TBC集團（日语：TBCグループ）（1997年－）
- 麒麟啤酒（1997年）
- 日本中央賽馬會（1998年－1999年）
- 三得利（1998年－1999年）
- 森永糖果（1999年－2005年）
- Gatsby (2008)
- 富士通（2000年－2010年）
- 李維斯（2000年－2008年）
- 麒麟飲料（日语：キリンビバレッジ）（2001年－）
- T&C Surf Designs（日语：クリムゾン (企業)）（2004年）
- 產業經濟新聞社（2006年－）
- 尼康（2006年－2014年）
- 日本可口可樂（2006年－2007年）
- 曼丹（日语：マンダム）（2006年－2011年）
- 大塚製藥 寶礦力水特（2007年－）
- 明治糖果（2007年－2010年）
- WOWOW（2007年）
- 西科姆（2008年）
- 日清食品（2008年－2010年）
- 莎曼薩·撒烏薩（日语：サマンサタバサ）（2009年）
- Tama Home（日语：タマホーム）（2009年－）
- 朝日飲料（2010年）
- 好侍食品（2010年－2014年）
- 三得利 頂級麥芽啤酒（日语：ザ・プレミアム・モルツ）(2012年－2013年)
- 蜜丝芭莉 丹邸好士（日语：ダンディハウス）（2012年－2017年）
- 日本彩票協會（日语：日本宝くじ協会）（2012年－2014年）
- 台灣觀光協會（ 中華民國（臺灣），2015年－2016年）[35]
- 迪桑特“男裝”（2015年－）
- 日本和服控股（日语：日本和装ホールディングス）（2016年1月18日－2016年12月31日）[36]
- foodpanda（ 中國香港，2024年）[37]
- Simply新普利夜酵素（ 中華民國（臺灣），2024年－）
- 日本男性美容美體沙龍 DANDY HOUSE（2024年－）
- 华为Watch GT5 Pro （ 日本 2025年 - ）[38]

## 音樂作品

### 專輯
- 《Go with the Flow》 （2020年1月8日）
- 《Next Destination（日语：Next Destination (木村拓哉のアルバム)）》 （2022年1月19日）
- 《SEE YOU THERE》 （2024年8月14日）

### 歌詞創作
- 《Waiting Waiting Waiting》——收錄于SMAP的錄音室專輯《SMAP 002》
- 《HA》——收錄于SMAP的EP《La Festa（日语：La Festa）》
- 《番茄汁啊》（トマトジュースだよ〜ん）——明石家秋刀魚與松本敦（日语：トータス松本）聯合作曲。於2014年1月1日在《SANTAKU》公開，成為該節目中的第一首原創歌曲。

### 音樂製作
- 竹內瑪莉亞《今夜Heart Party（日语：今夜はHearty Party）》——竹內瑪麗亞於1995年發行的單曲。木村拓哉參與了部分歌詞的創作，比如歌詞中有“木拓”（キムタク）這樣的短語。同時，木村還負責歌曲開始部分的演唱，以及歌曲中的和聲部分。[39][40]

## 書籍出版
- 《開放區》（2003年4月24日，集英社）ISBN 978-4-08-780377-8
- 《開放區2》（2011年9月30日，集英社）ISBN 978-4-08-780613-7

### 寫真集
- 《木村拓哉》（1996年，川島國際，攝影：横須賀功光）ISBN 978-4-533-02643-0
- （2006年11月11日，Magazine House）ISBN 978-4-8387-1726-2
- （2011年9月30日，集英社）ISBN 978-4-08-780614-4

### 雜誌連載
- 《Myojo（日语：Myojo）》“看看木村的開放區！（KIMURA開放区ざまをみろ!）”（1995年6月号－2012年）

## 音像作品
- DVD《一分TAKUYA KIMURA》（2006年，NBC環球）EAN 4988102307332

## 外部連接
- 傑尼斯事務所>木村拓哉公式站 （页面存档备份，存于）（日語）
- 木村拓哉在互联网电影资料库（IMDb）上的資料（英文）
- 日本電影數據庫（JMDb）上木村拓哉的資料（日語）
- 木村拓哉在香港影庫上的簡介
- 木村拓哉在豆瓣上的资料（简体中文）
- 木村拓哉在时光网上的簡介（简体中文）
- 木村拓哉的新浪微博
- 木村拓哉的Instagram帳戶 （页面存档备份，存于）
- YouTube上的木村拓哉頻道